# Atletiek op de Olympische Zomerspelen 2012 – 400 meter horden mannen

Officiële video

De 400 meter horden mannen op de Olympische Zomerspelen 2012 in Londen vond plaats op vrijdag 3 augustus (series), maandag 4 augustus (halve finales) en maandag 6 augustus 2012 (finale). Regerend olympisch kampioen was Angelo Taylor uit de Verenigde Staten, die ditmaal niet verder kwam dan de vijfde plaats in de finale in een tijd van 48,25.

## Records
Voorafgaand aan het toernooi waren dit het wereldrecord en het olympisch record.
| Wereldrecord     | Kevin Young | 46,78 | Barcelona | 6 augustus 1992 |
| Olympisch record | Kevin Young | 46,78 | Barcelona | 6 augustus 1992 |

## Uitslagen
Uitslagen volgen na afloop van de wedstrijd.

### Series
Kwalificatieregel: eerste drie van elke heat (Q) plus de zes snelste tijden overall (q).
Heat 1
| Rang | Atleet             | Land | Tijd  | Opmerkingen |
| ---- | ------------------ | ---- | ----- | ----------- |
| 1    | Amaurys Valle      | CUB  | 49,19 | Q, PB       |
| 2    | Brendan Cole       | AUS  | 49,24 | Q, PB       |
| 3    | Amaechi Morton     | NGR  | 49,34 | Q           |
| 4    | Kenneth Medwood    | BIZ  | 49,78 | q           |
| 5    | Roxroy Cato        | JAM  | 50,22 |             |
| 6    | Chen Chieh         | TPE  | 50,27 |             |
| 7    | Li Zhilong         | CHN  | 50,36 |             |
| –    | Takayuki Kishimoto | JPN  | –     | DQ          |

Heat 2
| Rang | Atleet           | Land | Tijd  | Opmerkingen |
| ---- | ---------------- | ---- | ----- | ----------- |
| 1    | Michael Tinsley  | USA  | 49,13 | Q           |
| 2    | Leford Green     | JAM  | 49,30 | Q           |
| 3    | Kurt Couto       | MOZ  | 49,31 | Q           |
| 4    | Eric Alejandro   | PUR  | 49,39 | q           |
| 5    | Rasmus Magi      | EST  | 50,05 |             |
| 6    | Winder Cuevas    | DOM  | 50,15 | SB          |
| –    | Akihiko Nakamura | JPN  | –     | DQ          |
| –    | Kariem Hussein   | SUI  | –     | DNS         |

Heat 3
| Rang | Atleet                         | Land | Tijd  | Opmerkingen |
| ---- | ------------------------------ | ---- | ----- | ----------- |
| 1    | Dai Greene                     | GBR  | 48,98 | Q           |
| 2    | Emir Bekrić                    | SRB  | 49,21 | Q, NR       |
| 3    | José Reynaldo Bencosme de Leon | ITA  | 49,35 | Q           |
| 4    | Brent Larue                    | SLO  | 49,38 | q, PB       |
| 5    | Jamele Mason                   | PUR  | 49,89 |             |
| 6    | Cheng Wen                      | CHN  | 50,38 |             |
| 7    | Vincent Kiplangat Koskei       | KEN  | 50,80 |             |
| 8    | Cornel Fredericks              | RSA  | 52,29 |             |
| –    | Lankantien Lamboni             | TOG  | –     | DQ          |

Heat 4
| Rang | Atleet             | Land | Tijd  | Opmerkingen |
| ---- | ------------------ | ---- | ----- | ----------- |
| 1    | Javier Culson      | PUR  | 48,33 | Q           |
| 2    | Kerron Clement     | USA  | 48,48 | Q, SB       |
| 3    | Omar Cisneros      | CUB  | 48,63 | Q, SB       |
| 4    | Tristan Thomas     | AUS  | 49,13 | q, SB       |
| 5    | Rhys Williams      | GBR  | 49,17 | q, SB       |
| 6    | Michaël Bultheel   | BEL  | 49,18 | q, PB       |
| 7    | Viacheslav Sakaev  | RUS  | 50,36 |             |
| 8    | Jorge Paula        | POR  | 51,40 |             |
| 9    | Maoulida Daroueche | COM  | 53,49 |             |

Heat 5
| Rang | Atleet               | Land | Tijd  | Opmerkingen |
| ---- | -------------------- | ---- | ----- | ----------- |
| 1    | Angelo Taylor        | USA  | 49,29 | Q           |
| 2    | Jehue Gordon         | TRI  | 49,37 | Q           |
| 3    | Stanislav Melnykov   | UKR  | 50,13 | Q           |
| 4    | Silvio Schirrmeister | GER  | 50,21 |             |
| 5    | Periklís Iakovákis   | GRE  | 50,27 |             |
| 6    | Louis Jacob van Zyl  | RSA  | 50,31 |             |
| 7    | Josef Prorok         | CZE  | 50,33 |             |
| 8    | Viktor Leptikov      | KAZ  | 51,67 |             |

Heat 6
| Rang | Atleet              | Land | Tijd  | Opmerkingen |
| ---- | ------------------- | ---- | ----- | ----------- |
| 1    | Félix Sánchez       | DOM  | 49,24 | Q           |
| 2    | Jack Green          | GBR  | 49,49 | Q           |
| 3    | Mamadou Kasse Hanne | SEN  | 49,63 | Q           |
| 4    | Tetsuya Tateno      | JPN  | 49,95 |             |
| 5    | Josef Robertson     | JAM  | 49,98 |             |
| 6    | Boniface Mucheru    | KEN  | 50,33 |             |
| 7    | Artem Dyatlov       | UZB  | 51,55 |             |
| 8    | Andrés Silva        | URU  | 53,38 |             |

### Halve finale
Kwalificatieregel: eerste twee van elke heat (Q) plus de twee snelste tijden overall (q).
Heat 1
| Rang | Atleet              | Land | Tijd  | Opmerkingen |
| ---- | ------------------- | ---- | ----- | ----------- |
| 1    | Félix Sánchez       | DOM  | 47,76 | Q, SB       |
| 2    | Jehue Gordon        | TRI  | 47,96 | Q, NR       |
| 3    | Kerron Clement      | USA  | 48,12 | q, SB       |
| 4    | Dai Greene          | GBR  | 48,19 | q           |
| 5    | Mamadou Kasse Hanne | SEN  | 48,80 | PB          |
| 6    | Michaël Bultheel    | BEL  | 49,10 | PB          |
| 7    | Eric Alejandro      | PUR  | 49,15 |             |
| 8    | Kurt Couto          | MOZ  | 51,55 |             |

Heat 2
| Rang | Atleet             | Land | Tijd  | Opmerkingen |
| ---- | ------------------ | ---- | ----- | ----------- |
| 1    | Javier Culson      | PUR  | 47,93 | Q           |
| 2    | Angelo Taylor      | USA  | 47,95 | Q, SB       |
| 3    | Omar Cisneros      | CUB  | 48,23 | SB          |
| 4    | Emir Bekrić        | SRB  | 49,62 |             |
| 5    | Kenneth Medwood    | BIZ  | 49,87 |             |
| 6    | Stanislav Melnykov | UKR  | 50,19 |             |
| 7    | Tristan Thomas     | AUS  | 50,55 |             |
|      | Jack Green         | GBR  | DNF   |             |

Heat 3
| Rang | Atleet                         | Land | Tijd  | Opmerkingen |
| ---- | ------------------------------ | ---- | ----- | ----------- |
| 1    | Michael Tinsley                | USA  | 48,18 | Q, SB       |
| 2    | Leford Green                   | JAM  | 48,61 | Q, SB       |
| 3    | Brent Larue                    | SLO  | 49,45 |             |
| 4    | Rhys Williams                  | GBR  | 49,63 |             |
| 5    | Brendan Cole                   | AUS  | 49,65 |             |
| 6    | José Reynaldo Bencosme de Leon | ITA  | 50,07 |             |
| 7    | Amaurys Valle                  | CUB  | 50,48 |             |
|      | Amaechi Morton                 | NGR  | DQ    |             |

### Finale
| Rang   | Atleet          | Land | Tijd  | Opmerkingen |
| ------ | --------------- | ---- | ----- | ----------- |
| Goud   | Félix Sánchez   | DOM  | 47,63 | WL, SB      |
| Zilver | Michael Tinsley | USA  | 47,91 | PB          |
| Brons  | Javier Culson   | PUR  | 48,10 |             |
| 4      | Dai Greene      | GBR  | 48,24 |             |
| 5      | Angelo Taylor   | USA  | 48,25 |             |
| 6      | Jehue Gordon    | TRI  | 48,86 |             |
| 7      | Leford Green    | JAM  | 49,12 |             |
| 8      | Kerron Clement  | USA  | 49,15 |             |